# جيليان ميركادو
جيليان ميركادو (بالإنجليزية: Jillian Mercado)‏ هي عارضة أمريكية، ولدت في 30 أبريل 1988 في نيويورك في الولايات المتحدة.

## وصلات خارجية
- الموقع الرسمي